# Municipio de Pettus
El municipio de Pettus (en inglés: Pettus Township) es un municipio ubicado en el condado de Lonoke en el estado estadounidense de Arkansas. En el año 2010 tenía una población de 168 habitantes y una densidad poblacional de 1,74 personas por km².

## Geografía
El municipio de Pettus se encuentra ubicado en las coordenadas 34°36′8″N 91°53′52″O / 34.60222, -91.89778. Según la Oficina del Censo de los Estados Unidos, el municipio tiene una superficie total de 96.76 km², de la cual 95,61 km² corresponden a tierra firme y (1,19 %) 1,16 km² es agua.

## Demografía
Según el censo de 2010, había 168 personas residiendo en el municipio de Pettus. La densidad de población era de 1,74 hab./km². De los 168 habitantes, el municipio de Pettus estaba compuesto por el 76,79 % blancos, el 12,5 % eran afroamericanos, el 2,38 % eran de otras razas y el 8,33 % eran de una mezcla de razas. Del total de la población el 10,71 % eran hispanos o latinos de cualquier raza.